# Sergentomyia magnidentata
Sergentomyia magnidentata är en tvåvingeart som beskrevs av Davidson 1987. Sergentomyia magnidentata ingår i släktet Sergentomyia och familjen fjärilsmyggor.
Artens utbredningsområde är Kenya. Inga underarter finns listade i Catalogue of Life.